# X-22 (航空機)
X-22
- 分類：垂直離着陸機
- 製造者：ベル・エアクラフト社
- 運用者：アメリカ空軍
- 初飛行：1966年3月17日
- 生産数：2機
- 運用状況：保存

X-22はアメリカ軍が試験していた垂直離着陸機（VTOL機）。三軍共同計画であり、ダクテッドファン4基を用いた機体である。初飛行は1966年3月17日。2機製造。

## 概要
アメリカ海軍はダクテッドファンを用いた垂直離着陸機の検討を行っていた。これは三軍共同計画となり、1962年11月に機体の開発はベル・エアクラフト社に発注した。
当時はティルトウイングを用いたX-18の試験が行われており、それと別系統の技術としてダクテッドファン方式が考慮された。1965年に初号機が納入された。
非常に特異な機体であり、胴体前部脇左右に2基、胴体後部主翼端に2基、計4基のダクテッドファンを備えている。エンジンはターボシャフトエンジン4基であり、胴体後部主翼付け根に左右2基ずつ装備している。大型の単垂直尾翼を胴体末尾に持つ。ダクテッドファンは直径2.13mで3翅のブレードを持ち、水平後ろ方向から下方95度まで方向を変えることができる。
初飛行は1966年3月17日に行われ、垂直離陸に成功している。初号機は1966年8月8日に油圧系統の不調により墜落、以降は地上試験に用いられた。2号機を用いて飛行試験が継続され、最終飛行試験は1988年のことであった。発展型のX-22B及びX-22Cも構想されたが、実現しなかった。
X-22はVTOL機に関する多くの知見をもたらしたものの、ダクテッドファンを用いたVTOL機は実用化されていない。なお、2号機はニューヨーク州のナイアガラ航空宇宙博物館に展示されている。

## 要目
- 全長：12.07m
- 全幅：11.96m
- 全高：6.31m
- 自重：4.8t
- エンジン:GE YT58-GE-8D ターボシャフトエンジン（1,267軸馬力）4基
- 乗員：2名
- 最大速度：410km/h=M0.33